# تقويم إيراني
التقويم الإيراني، أو التسلسل الزمني الإيراني (بالفارسية: گاه‌شماری ایرانی)، هي مجموعة من التقاويم التي تم إنشاؤها واستخدامها في إيران (المعروفة أيضًا بفارس) لأكثر من ألفي عام. يُعتبر التقويم الإيراني من أطول السجلات الزمنية في تاريخ البشرية، وقد تم تعديله عدة مرات لأغراض إدارية. كان العالم الفارسي متعدد المعارف عمر الخيام في القرن الحادي عشر من أبرز الشخصيات التي ساهمت في تحديد أطر هذا التقويم وتحقيق دقته. التقويم الإيراني الحديث هو التقويم المدني الرسمي في إيران.
تبدأ السنة الإيرانية الجديدة في منتصف الليل الأقرب للاعتدال الربيعي الشمالي، وفقًا للحسابات الفلكية لخط الطول 52.5 درجة شرقًا. ولذلك، يعتبر هذا التقويم تقويمًا يعتمد على الملاحظة، على عكس التقويم الغريغوري الذي يعتمد على القواعد الثابتة. يحدث الاعتدال الربيعي عادة في حوالي 20 مارس وفقًا للتقويم الغريغوري. المنطقة الزمنية لإيران هي توقيت إيران القياسي، UTC+03:30.

## التقاويم القديمة
تعود أقدم الأدلة على التقاليد التقويمية الإيرانية إلى الألفية الثانية قبل الميلاد، وقد تكون أقدم من ظهور النبي الإيراني زرادشت. أول تقويم محفوظ بالكامل هو تقويم الأخمينيين، وهي سلالة ملكية من القرن الخامس قبل الميلاد ساهمت في ظهور الزرادشتية. اهتم الفرس على مر التاريخ المسجل بفكرة وأهمية امتلاك تقويم. وكانوا من بين أوائل الثقافات التي استخدمت التقويم الشمسي وفضلوا لفترة طويلة النهج الشمسي على النهج القمري أو القمري الشمسي. كانت الشمس دائمًا رمزًا دينيًا وإلهيًا في الثقافة الإيرانية وهي مصدر للفولكلور المرتبط بقورش العظيم.

### التقويم الفارسي القديم
تشير النقوش والألواح الفارسية القديمة إلى أن الإيرانيين الأوائل استخدموا تقويمًا يعتمد على الرصد الشمسي المباشر ويحتوي على 360 يومًا، وكان يُعدل وفقًا لمعتقداتهم. لم تكن الأيام تحمل أسماء محددة، بينما كانت الأشهر مقسمة إلى قسمين أو ثلاثة حسب طور القمر. تم تسمية اثني عشر شهرًا من 30 يومًا وفقًا للمهرجانات أو الأنشطة المرتبطة بالسنة الرعوية. وكان يتم إضافة شهر كبيس بشكل دوري لضمان تزامن التقويم مع الفصول.
يوضح الجدول التالي الأشهر الفارسية القديمة، إلى جانب الأشهر الميلادية التقريبية والأشهر القمرية البابلية التقريبية:
| الترتيب | الشهور اليوليانية المقابلة تقريبًا | الفارسية القديمة | التهجئة العيلامية | المعنى                               | الشهر القمري البابلي المقابل تقريبًا |
| ------- | --------------------------------- | ---------------- | ----------------- | ------------------------------------ | ----------------------------------- |
| 1       | مارس-أبريل                        | آدوكانايشا       | هادوكانناش        | "شهر البذر"                          | نيسانو                              |
| 2       | أبريل-مايو                        | ثورافاهارا       | تورمار            | "شهر الربيع القوي"                   | أيارو                               |
| 3       | مايو-يونيو                        | ثايغراسيش        | ساكورريزيش        | "شهر جمع الثوم"                      | سيمانو                              |
| 4       | يونيو-يوليو                       | غارمابادا        | كارماباتاش        | "شهر محطة الحرارة"                   | دوزو                                |
| 5       | يوليو-أغسطس                       | درنابادجي        | تورنابازيش        | "شهر الحصاد"                         | آبو                                 |
| 6       | أغسطس-سبتمبر                      | كارابثيا         | كارباشياش         | غير مؤكد                             | أولولو                              |
| 7       | سبتمبر-أكتوبر                     | باغاياديش        | باكياتيش          | "شهر عبادة باغا (الإله، ربما ميثرا)" | تاشريتو                             |
| 8       | أكتوبر-نوفمبر                     | فركازانا         | ماركاشاناش        | "شهر قتل الذئب"                      | أراهسامنا                           |
| 9       | نوفمبر-ديسمبر                     | آسيياديا         | هاشياتيش          | "شهر عبادة النار"                    | كيسيليمو                            |
| 10      | ديسمبر-يناير                      | أناماكا          | هاناماكاش         | "شهر الإله بدون اسم(?)"              | تيبيتو                              |
| 11      | يناير-فبراير                      | ثواياوفا         | سامياماش          | "شهر الرهيب"                         | شاباتو                              |
| 12      | فبراير-مارس                       | فياخ(ا)نا        | مياكانناش         | "شهر الحفر"                          | أدارو                               |

## انظر ایضا
- تقويم هجري شمسي (تقويم فارسي)